# Rûzbehân
Rūzbehān Baqlī Shirāzī  (persan : روزبهان بلقى شيرازى ),  nom complet Rūzbehān 'Abu Muḥammad bin Naṣr bin Rūzbehān Baqlī Fasāʾī Šīrāzī (persan : روزبهان أبو محمد بن ابی نصر بن روزبهان بقْلی فسایی شیرازی) est un mystique soufi, poète et philosophe perse, né en 1128 à Pasâ (sud de Shiraz) ou à Fasa et mort en 1209 à Shiraz dans la lignée daylamite. Son nom, Rûzbehân, signifie « heureux destin ». Il est une des figures les plus importantes de la spiritualité iranienne.

## Biographie
On sait peu de chose sur sa vie ; les deux sources principales d'informations viennent de deux hagiographies écrites par ses descendants  un siècle après sa mort : Sharaf al-Din Ibrahim écrivit le (lufifat)Tuhfal ahlal-‘irfan ft dhikr sapid al-aqtab Ruzbihan (« Le cadeau funèbre des Gnostiques, en mémoire de l'axe principal du monde, Rûzbehân ») en 1300 et son frère Shams al-Din ‘Abd al-Latif a compilé Ruh al-jinan ft slrat al-shaykh Ruzbihan (« L'esprit des jardins, sur la vie du maître Rûzbehân ») en 1305.

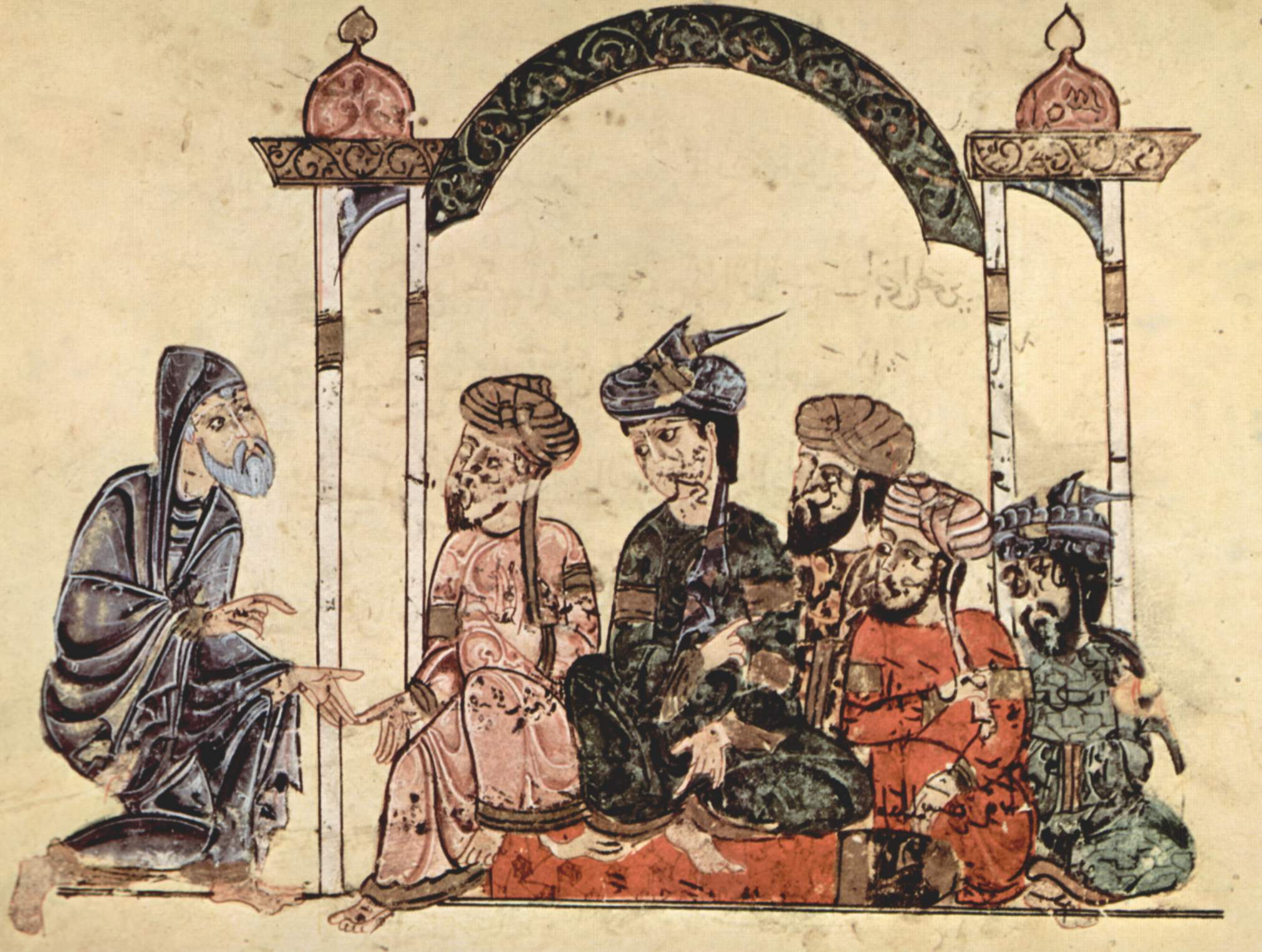
Cheikh enseignant au XIIe siècle.

Bien qu'issu d'une famille commerçante, dès l'âge de sept ans il pratiqua des exercices spirituels. Il reçut une révélation spirituelle à quinze ans, à Shîrâz. Puis les extases et les ravissements divins se succèdent, par l'intermédiaire d'un maître caché (khidr). À vingt-deux ans il trouve son cheikh, ibn Khalîfa ibn 'Abd al-Salâm, se rattachant à l'ordre des Siddîqiyya (ou Murshidiyya). Il eut aussi ibn Khalîl al-Fasâ'î pour maître.
Il entreprend ensuite une série de voyages à Kerman, puis en Iraq, en Syrie, en Égypte, au Hijaz et à La Mecque pour le pèlerinage. Il revient s'installer en 1165 à Chiraz, où il construit un prieuré (khângâh) et fonde une confrérie soufie (tariqa), s'inscrivant dans la lignée de Hallâj.
La Ruzbihaniyya s'est développée en Asie centrale puis de l'Inde au Maghreb jusqu'en 1791. Les premiers disciples furent ses descendants : Shihab al-Din Muhammad ibn Ruzbihan (?-1209), Fakhr Amin Ahmad ibn Ruzbihan (1174-1247), Abu Bakr ibn Muliammad ibn Ruzbihan (?-1242), Sadr al-Din Ibrahim ibn Fakhr al-Din Ahmad Ruzbihan Thani (1218-1286), Sharaf al-ITin Ibrahim ibn Sadr al-Din Ruzbihan Thani et Shams al-Din ‘Abd al-Latif ibn Sadr al-Din Ruzbihan Thani. Hafez en aurait fait partie également.
Il eut plusieurs épouses, deux fils (Shihâb al-Dîn Muhammad et Fakhr al-dîn Ahmad) et une fille.
Devenu hémiplégique tard dans sa vie, il refusa tout soin, acceptant son sort, impatient de retrouver son Créateur. La veille de sa mort, il l'annonça pour le lendemain et il prédit à deux autres cheikhs qu'ils le suivraient de près (ce qui arriva). Il mourut en 1209 à Chiraz. Devenue un lieu de pèlerinage, sa tombe devint un dargah (« sanctuaire ») réputé (Ibn Battûta s'y recueillit notamment) car on y entendait sa voix, jusqu'à ce qu'avec le temps, tout sombrât dans l'oubli. Ce n'est qu'en 1928 qu'elle fut retrouvée, puis elle fut restaurée en 1958 et 1972.

## Enseignement

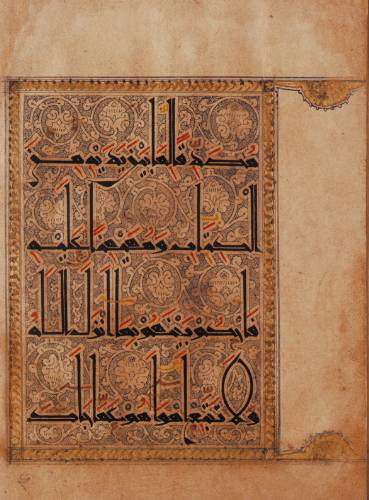
Coran du XIIe siècle.

Artiste et esthète, il fut amateur du samâ', le concert spirituel des soufis qu'il décrit dans le Traité de l'Esprit Saint, bien avant que Rûmi ne le formalise.
Sa mystique est d'abord basée sur l'amour, la beauté ineffable et l'enthousiasme ; plus tard, elle revendique une science inspirée et se rattache aux maîtres soufis passés. Il dialogue avec les saints, les anges, les prophètes et Dieu. Ses révélations du monde métaphysique caché aux yeux de l'homme du commun se rattachent à la tradition du voyage miraculeux du prophète Mahomet. Sa vie de saint se manifeste dans sa pratique ascétique, par le jeûne, la retraite et le dhikr. plus tard, c'est en maître spirituel ou cheikh qu'il se présente, guidant les uns, commentant les autres. On le surnomma « Doctor Ecstaticus ».
Contrairement à d'autres mystiques persans condamnés (Hallâj, Sohrawardi), il était aussi soucieux du bien-être de ses concitoyens et se fit le protecteur de Chiraz, assurant sa cohésion sociale en défendant l'ordre de la loi sunnite. Rûzbehân parvenait ainsi à maintenir un délicat équilibre entre sa situation individuelle (fana, sainteté, bénédiction, retraite) et sociale (baqa', dogmatique, légalité, popularité) sans tomber dans l'hérésie et sans renoncer à ses extases. Il évite ainsi l'apostasie et autres accusations dangereuses qu'un malamati aurait à subir.

## Œuvres
Parmi la soixantaine d'ouvrages qu'il a écrits, dix-huit ont disparu, quinze sont débattus ; des vingt-sept restants, huit ont été écrits en persan et dix-neuf en arabe. Ils comportent des textes d'exégèse et de théologie, dogmatique ou mystique :

### Exégèse coranique
- Ara'is al-bayân fi haqâ’iq al-qur'ân, « Bribes d'explications sur les réalités du Coran » (en arabe). Ésotérique.

- Latâ’if al-bayân min tafsir al-qur'ân, « Les grâces de l'explication commentant le Coran » (en arabe ». Dogmatique

### Fiqh

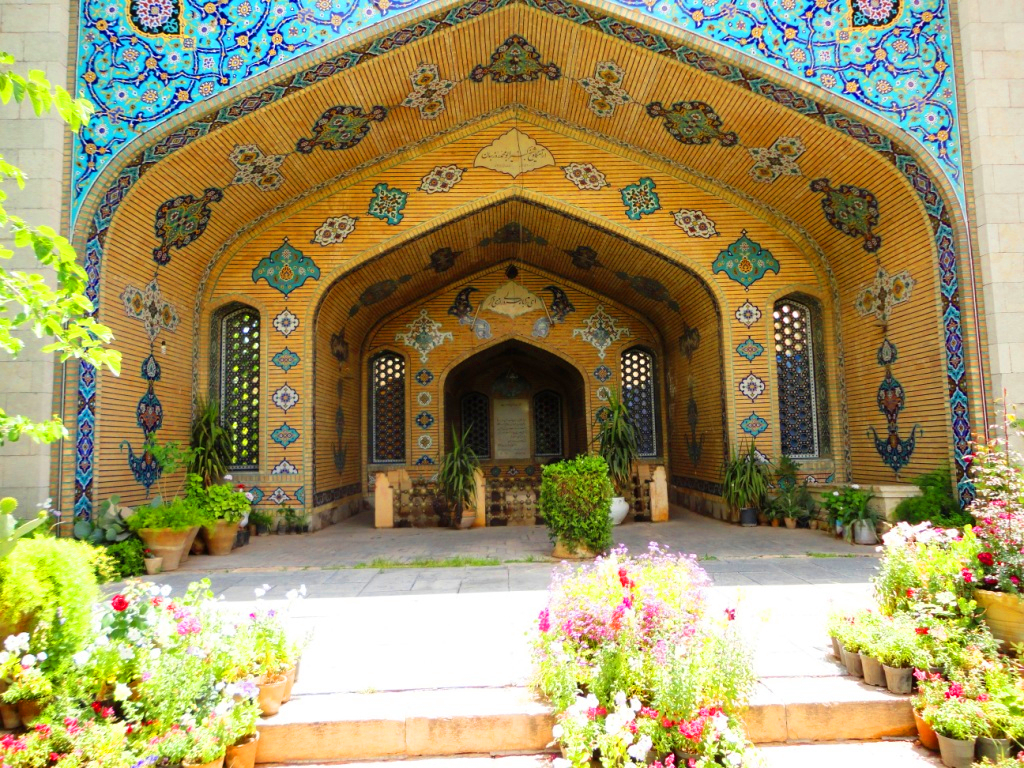
Tombe de Ruzbehan à Chiraz

- Tombe de Ruzbehan à ChirazAl-Mafâtih fi shark al-masabih, « Les clés du commentaire sur le Masabih [al-sunna de Bagawi] » (en arabe).
- Shark maknun al-hadith, « Commentaire sur les secrets des Hadith [du Ma'âlim al-sunan d’al-Hattâbî al-Bustî] » (en arabe).

### Loi islamique
- ‘Ilm al faraid, « La science des devoirs ».
- Al-Muwashshah fi 'ilm al-fiqh, « L'ornementation » (en arabe). Jurisprudence.

### Théologie
- Al-Haqa’iq fil-‘aqa’id, « Les réalités dans les croyances » (en arabe).
- Al-Intisad fil-i‘tiqad, « La valeur de la foi ».
- Masâlik al-tawhid, « Le chemin de l'unité » (en arabe), Quatre Traités Inédits de Ruzbehan Baqli Shirazi, Institut français de recherche en Iran, 1998.

### Principes de jurisprudence
- Al-Irshad, « L'orientation ».
- Al-Miflah, « La clé ».

### Langage et grammaire
- Al-Hidaya fi ‘ilm al-nahw, « Introduction à la syntaxe ».
- Al-Mirsad fa-addad, « Le chemin des contraires ».
- Tasrif Kitab fi'l, « Le livre de la conjugaison ».

### Soufisme
- Kitâb-e 'Abhar al-‘ashiqin, Le Jasmin des fidèles d'amour (en persan), Verdier, Lagrasse, 1991. Poétique de l'amour (on peut ici faire le parallèle avec le Vita nuova de Dante).
- Diwan-i ma'arif, « Poèmes mystiques » (en persan).
- Ghalatat al-salikin, « Les erreurs des voyageurs » (en persan).
- Hidayat al-talibin, « Introduction pour les chercheurs ». Quatre Traités Inédits de Ruzbehan Baqli Shirazi, Institut français de recherche en Iran, 1998.
- Al-'Irfan Ji khalq al-insan, « Gnose sur la création de l'humanité » (en arabe).
- Kanz al-futuhat, « Le trésor des conquêtes ».
- Kashf al-asrâr, Le dévoilement des secrets (en arabe), Seuil, Paris, 1998. Journal spirituel.
- Ijazah al hikmah, « Perles de sagesse ».
- Lawâmi'Ilm al tajwid, « Éclair de l'unité » (en arabe), Quatre Traités Inédits de Ruzbehan Baqli Shirazi, Institut français de recherche en Iran, 1998.
- Mantiq al-asrâr bi bayân al-Anvar, « Le langage des consciences » (en arabe), Quatre Traités Inédits de Ruzbehan Baqli Shirazi, Institut français de recherche en Iran, 1998. Version arabe antérieure du Sharh-e shathiyyât.
- Maqam al-sama‘, « Les mesures pour écouter de la musique ».
- Kitāb Mashrab al-arwāḥ : wa-huwa al-mashhūr bi-Hazār wa-yak maqām, « 1001 Stations » (en arabe & persan), Istanbul, 1974.
- Minhaj al-muridin, « Méthode des disciples ».
- Minhaj al-salikin, « Méthode des voyageurs » (en arabe).
- Risâlat nukât al-mutasawwifa al-nizbihamyya ou Risâla fî sark al-nukât al-sûfiyya. « Le lexique des paradoxes des soufis » (en persan), Le Traité de l'Esprit saint. Étude préliminaire, traduction annotée suivies d’un Commentaire de son « Lexique du soufisme », Le Cerf, 2001.
- Risâla-al quds, Le Traité de l'Esprit saint. Étude préliminaire, traduction annotée suivies d’un Commentaire de son «Lexique du soufisme» (en persan), Le Cerf, 2001, ainsi que L'itinéraire des esprits (en arabe) et Traité de la sainteté, Deux Océans, 2001. Traité d'esthétique et de mystique.
- Ruh al-ruh, « L'esprit de l'esprit ».
- Safivat masharib al-'ishq, « La quintessence de la fondation de l'amour ».
- Salwat al-'ashiqin, « Consolation des amants ».
- Salwat al-qulub, « Consolation du cœur » (en arabe).
- Sayr al-arwah, L'itinéraire des esprits (en arabe) et Traité de la sainteté, Deux Océans, 2001.
- Shark al-hujûb wa l-astâr fi maqamat ahl al-anwar wal-asrar, « Commentaire sur les voiles des stations des gens de lumière et leur secrets », Quatre Traités Inédits de Ruzbehan Baqli Shirazi, Institut français de recherche en Iran, 1998. Identique au suivant :
- Kitâb al-ighâna, Le livre de l'ennuagement (en arabe) et Les Éclosions de lumière (en arabe), Le Seuil, 1998. Traités mystiques.
- Sharh-e shathiyyât, Commentaire sur les paradoxes Soufis (en persan), Bibliothèque Iranienne, Vol. 12, Téhéran et Paris, 1966. Expansion et commentaire du Mantiq al-asrar. Version persane postérieure du Mantiq al-asrâr bi bayân al-Anvar.
- Shark al-tawasin, « Commentaire du Tawasin [d'Hâllaj] » (en arabe). Extrait du Mantiq al-asrar.
- Tuhfat al-‘irfan, « Le cadeau des Gnostiques » (en persan).
- Tuhfat al-muhibbin, « Le cadeau des amants » (en arabe).
- Al-Uns fi ruh al-quds, « Intimité de l'esprit saint ».
- ‘Uqud al-lu'ali, « Collier de perles ».
- Kitab al-tawasin, « Le jardin de la connaissance » (en arabe).

- Prières (en arabe).
- Lettres (en persan).

#### Traductions
- Le jasmin des fidèles d'amour  (trad. du persan et Prologue par Henry Corbin), Lagrasse, Verdier, coll. « Islam spirituel », 1991, 273 p. (ISBN 978-2-864-32132-3)Le Prologue reprend une conférence (1958) d'H. Corbin, publiée dans Cahiers de l'Herne - Henry Corbin, 1981.
- Le Dévoilement des secrets. Journal spirituel  (trad. de l'arabe et présenté par Paul Ballanfat), Paris, Seuil, 1996, 316 p. (ISBN 978-2-020-25818-0)
- (ar + fr) Quatre traités inédits de Ruzbehan Baqli Shirazi  (trad. de l'arabe par Paul Ballanfat, éd. bilingue), Téhéran, Institut Francais de Recherche en Iran, 1998, 460 p. (ISBN 978-2-909-96111-8)
- L'ennuagement du cœur, suivi de Les éclosions de la lumière de l'affirmation de l'unicité  (trad. de l'arabe et présentés par Paul Ballanfat), Paris, Seuil, coll. « Points Sagesses », 1998, 330 p. (ISBN 2-020-33029-6)
- Itinéraire des esprits, suivi du Traité de la sainteté  (trad. de l'arabe et du persan et présentés par Paul Ballanfat), Paris, Les Deux Océans, 2001, 281 p. (ISBN 978-2-866-81092-4)
- Stéphane Ruspoli, Le traité de l'Esprit saint de Rûzbehân de Shîrâz. Étude préliminaire, traduction annotée suivies d'un Commentaire de son « Lexique du soufisme », Paris, Cerf, 2001, 362 p. (présentation en ligne)Le Traité de l'Esprit saint et le Traité de la sainteté (trad. Ballanfat, Paris, 2001) sont la traduction du même texte, la Risālat al-quds.

#### Études
- Henry Corbin, En Islam iranien, vol. III, Paris, Gallimard, 1972, 358 p. (ISBN 978-2-070-72406-2), p. 7-146 : « Rûzbehân Baqlî Shîrazî et le soufisme des Fidèles d'amour »
- Jean During, « Le Samâ’ de Ruzbehân Baqli Shirâzi  », Connaissance Religieuse, vol. 2, no 4,‎ 1987, p. 191‑197
- Jean During, Musique et extase. L’audition mystique dans la tradition soufie, Paris, Cerf, 2023 (1re éd. 1988 (Albin Michel)), 304 p. (ISBN 978-2-204-14289-2), Appendice I : « Le samâ' de Rûzbehân Bâqli Shîrâzî »  (trad. d'un texte de Rûzbehân et commentaire)

- (en) Carl W. Ernst (en), Rūzbihān Baqlī: Mysticism and the Rhetoric of Sainthood in Persian Sufism, London, Routledge, 1996, 208 p. (ISBN 978-0-700-70342-5)
- (en) Seyyed Hossein Nasr, « Islam and Music: the Views of Rūzbahān Baqlî, the Patron Saint of Shiraz." In c 10 () », Studies in Comparative Religion, no 10,‎ 1976, p. 314-323 (lire en ligne)
- On consultera aussi avec intérêt les commentaires de Louis Massignon